# ليزي كابلان
وإسمها الكامل إليزابيث أن ليزي كابلان (بالإنجليزية: Elizabeth Anne "Lizzy" Caplan)‏ وهي ممثلة أمريكية ولدت في يوم 30 يونيو 1982 في مدينة لوس أنجلوس في ولاية كاليفورنيا في الولايات المتحدة مثلت في عدة أفلام منها فلم فتيات لئيمات في سنة 2004 و كلوفرفيلد في سنة 2008 ومثلت في مسلسل ترو بلاد في سنة 2008.

## قائمة الأعمال

### الأفلام
- (2004) فتيات لئيمات[3]
- (2008) كلوفرفيلد[4]
- (2010) 127 ساعة
- (2014) المقابلة[5]
- (2015) ذا نايت بيفور
- (2016) الآن أنت تراني 2[6]
- (2016) الحلفاء[7]
- (2017) الفنان الكارثة
- (2018) انقراض

### المسلسلات
- أميريكان داد!
- الفتاة الجديدة

## وصلة خارجية
- ليزي كابلان على موقع IMDb (الإنجليزية)
- ليزي كابلان على موقع ميتاكريتيك (الإنجليزية)
- ليزي كابلان على موقع روتن توميتوز (الإنجليزية)
- ليزي كابلان على موقع مونزينجر (الألمانية)
- ليزي كابلان على موقع قاعدة بيانات الأفلام العربية
- ليزي كابلان على موقع ألو سيني (الفرنسية)
- ليزي كابلان على موقع أول موفي (الإنجليزية)
- ليزي كابلان على موقع قاعدة بيانات الأفلام السويدية (السويدية)
- ليزي كابلان على موقع إن إن دي بي (الإنجليزية)
- ليزي كابلان على موقع ديسكوغز (الإنجليزية)